# Arnao de Flandes
Pour les articles homonymes, voir Arnao de Flandes (homonymie).
Arnao de Flandes, ou Arnao de Flandes le Vieux, est un maître verrier né en Flandres à une date inconnue dans la seconde moitié du XVe siècle. Il est mort vers 1544 d'après un pouvoir de son fils Nicolás fait en janvier 1550
Il s'est marié avec Inés de Vergara. Il est le père des maîtres verriers espagnols Nicolás de Vergara le Vieux, Arnao de Vergara et de Arnao de Flandes (fils).
Il a été enterré dans le couvent de San Pablos de Burgos (détruit).

## Biographie
On pense qu'il a dû se déplacer vers Espagne entre 1480 et 1490 pour ouvrir un atelier à Burgos. Ce déplacement fait partie du mouvement de nombreux artistes flamands qui a influencé l'art espagnol et l'art portugais et y a introduit un style de la Renaissance particulier, l'art hispano-flamand. Les maîtres verriers flamands vont souvent travailler en groupement pour répondre aux marchés qui se présentent. Pour certains auteurs, ce déplacement depuis les Pays-Bas espagnols serait dû à la pose des vitraux de l'église de la chartreuse de Miraflorès terminés vers 1484 par le maître verrier flamand Maestro Nicolae, aussi appelé Niclaes Rombouts, Meester Niklaas, Klaas Rombouts ou Nicolas Rombouts  (Louvain, vers 1450-Bruxelles, 1531). Ces vitraux ont été réalisés aux Pays-Bas et transportés à Burgos vers 1484 pour être montés dans l'église jusqu'en 1488 d'après ce qui est écrit dans le Libro Becerro.
À la fin du XVe siècle se sont créés à Burgos plusieurs ateliers de maîtres verriers, comme ceux de Diego de Santillana et Juan de Valdivieso, qui ont réalisé des verrières dans les principaux monuments anciens ou nouveaux de la ville.
Il a réalisé des vitraux pour la cathédrale d'Ávila (1497), la cathédrale de Palencia (1503) et la cathédrale de Burgos (1511–1515) où il a réalisé les vitraux de la chapelle du Connétable (capilla del Condestable).
Le contrat pour les vitraux de la cathédrale de Palencia a été signé le 6 septembre 1503 entre le chapitre de la cathédrale et les maîtres verriers Arnao de Flandes le Vieux et Juan de Valdivieso.